# Heidi Weng
Pour les articles homonymes, voir Weng.
Heidi Weng, née le 20 juillet 1991 à Enebakk, est une fondeuse norvégienne. Médaillée de bronze avec le relais norvégien lors des Jeux olympiques de 2014 lors de sa première participation à des Jeux, elle remporte également cinq titres de championne du monde, quatre avec le relais norvégien lors des éditions de 2013, 2015, 2017 et 2021 et un sur le sprint par équipes, toujours en 2017. Lors de cette édition, elle remporte également l'argent du trente kilomètres et en 2013, elle remporte le bronze sur le skiathlon. En 2019, elle remporte une nouvelle médaille avec le relais, l'argent. En 2021, elle remporte une troisième médaille d'argent, sur le trente kilomètres disputé en style classique.
Elle prend part depuis la saison 2010 à la Coupe du monde. Elle fait partie du top 10 mondial depuis 2012, montant sur le podium de plusieurs courses par étapes dont le Tour de ski en 2014, 2015 et 2016. Lors de la saison 2016-2017, elle remporte sa première victoire dans un mini-tour, le Nordic Opening, puis remporte l'édition 2017 du tour de ski avant de s'adjuger le classement général de la coupe du monde ainsi que celui des courses de distances. La saison suivante, elle remporte un deuxième tour de ski. Au terme de la saison, elle remporte deux nouveaux globe de cristal, celui du classement général et celui des courses de distances.

## Biographie

### Débuts internationaux
Elle prend son premier départ en Coupe du monde en novembre 2009 à Beitostølen. Lors de cette saison 2009-2010, aux mondiaux junior de Hinterzarten, elle est devancée par Ingvild Flugstad Østberg lors de la poursuite. Les deux fondeuses remportent le titre du relais, associées à Kari Øyre Slind et Tuva Toftdahl, également troisième de la poursuite. Elle obtient ses premiers points en coupe du monde à l'occasion du trente kilomètres libre d'Oslo où elle termine 23e. La saison suivante, elle termine troisième du cinq kilomètres des mondiaux junior d'Otepää, puis remporte le skiathlon devant sa cousine Martine Ek Hagen. Avec également Ragnhild Haga et Kari Oeyre Slind, elles remportent le titre du relais. À partir de février, elle obtient la possibilité de prendre des départs en coupe du monde, obtenant une 19e place à Lahti lors d'une poursuite. Elle dispute également les Finales, disputées en Suède, où elle obtient une 18e place au classement général. Cet hiver elle remporte le classement général de la Coupe de Scandinavie, ce qui lui vaut une place pour la Coupe du monde la saison suivante.

### Premiers podiums
Au niveau élite, elle s'affirme dès la saison 2011-2012, réalisant en début de saison ses deux premiers tops 10 dont un en sprint et un en distance. Le 12 février 2012, elle connait pour la première fois l'honneur des podiums avec une troisième place en relais à Nové Město na Moravě. Le 3 mars 2012, elle monte aussi sur un podium individuel avec une troisième place au skiathlon de Lahti, battue au sprint par Marit Bjørgen pour la deuxième place, Therese Johaug remportant la course. Lors des Finales, disputées en Suède, elle termine deux fois sur le podium, deuxième lors du dix kilomètres classique départ en ligne, puis franchissant la ligne d'arrivée du dix kilomètres poursuite en deuxième position, troisième temps de l'étape, ce qui lui permet d'obtenir son premier podium en course par étapes, compétition remportée par Marit Bjørgen.
Lors de la saison suivante, elle obtient une nouvelle place sur le podium d'un mini-tour, lors du Nordic Opening 2013 où elle termine à la troisième place derrière Bjørgen et Justyna Kowalczyk. Lors du tour de ski, elle termine troisième du sprint du Val Müstair, et réalise le troisième temps de la montée finale de Alpe cernis, terminant sixième du classement général remporté par Justyna Kowalczyk. Aux Championnats du monde, elle fait ses débuts en 2013. Dès sa première épreuve, le skiathlon, elle réussit à décrocher la médaille de bronze, devancée par ses compatriotes . Elle est ensuite sixième sur le dix kilomètres en style libre avant de prendre part au relais où elle est désignée maillon faible par l'encadrement suédois. Première relayeuse, elle devance toutes ses concurrentes tandis que ses coéquipières finissent le travail pour s'imposer et garder leur titre acquis lors de l'édition précédente. Lors des Finales, elle termine quatrième du classement général.

### Médaillée olympique en 2014
Pour ses débuts lors de la coupe du monde 2013-2014, elle termine à la neuvième place du classement général du Nordic Opening disputé à Kuusamo. Vainqueure d'un relais à lillehammer, elle finit troisième du Tour de ski 2013-2014 derrière ses compatriotes Therese Johaug et Astrid Jacobsen.
Lors de la première épreuve des Jeux olympiques de 2014, le skiathlon, elle dispose de Therese Johaug au sprint pour s'emparer de la médaille de bronze. Elle termine ensuite neuvième du dix kilomètres classique, puis fait partie du relais norvéigien qui termine seulement cinquième, en butte à des problèmes de fartage. Elle termine ensuite 19e du trente kilomètres libre. Après les Jeux, elle termine troisième des Finales, derrière Johaug et Bjørgen.

### 2015-2016
Après des débuts de la saison 2014-2015 de coupe du monde à Ruka, où son meilleur résultat est une huitième d'un dix kilomètres, elle participe au Nordic Opening disputé à Lillehammer. Troisième du sprint libre puis d'un cinq kilomètres, également en style libre, elle termine à la troisième place de la poursuite finale disputée en classique, derrière Bjørgen et Johaug, celle-ci réalisant le meilleur temps de course devant Weng. Elle commence le tour de ski par une deuxième place à Oberstdorf lors d'un prologue disputé en style libre sur trois kilomètres et remporté par Bjørgen. Le lendemain, lors d'une poursuite, elle bat au sprint Johaug pour franchir la ligne d'arrivée en deuxième position à 56 min 2 s de Bjørgen. Elle enchaine par une deuxième place du sprint libre du Val Mustair, épreuve de nouveau remporté par Bjørgen. À Toblach, elle termine troisième d'un cinq kilomètres classique puis deuxième d'un quinze kilomètres libre poursuite. Elle termine ensuite troisième du dix kilomètres départ en ligne de Val di Fiemme, remporté par Therese Johaug, puis franchit la ligne d'arrivée finale au sommet de l'Alpe Cermis en troisième position, derrière Bjørgen et Johaug. Elle commence ses Championnats du monde à Falun par une septième place du skiathlon puis termine 22e du dix kilomètres libre. Associée à Astrid Jacobsen, Marit Bjørgen et Therese Johaug, elle remporte le relais, devançant la Suède. Elle termine ensuite huitième du trente kilomètres classique. Après les mondiaux, elle termine deuxième d'un dix kilomètres classique à Lahti puis d'un sprint, également en classique, à Drammen. Elle termine cinquième de la dernière course de coupe du monde, le trente kilomètres d'Oslo. Elle termine cette saison à la troisième place de la Coupe du monde derrière Bjørgen et Johaug. Elle gagne ensuite son premier titre national en mars 2015 à l'occasion du trente kilomètres classique avec plus de cinq minutes d'avance sur la deuxième.
Pour le début de la saison 2015-2016, elle commence par une neuvième place lors du mini-tour de Ruka, puis termine deuxième, derrière Therese Johaug, lors du skiathlon de Lillehammer où elle participe à la victoire également à la victoire norvégienne lors du relais. Elle obtient un nouveau podium à Davos lors du quinze kilomètres libre. Lors du Tour de ski 2015-2016, elle décroche sa première victoire individuelle dans l'élite sur le dix kilomètres classique de Val di Fiemme en battant Ingvild Flugstad Østberg au sprint. Cette première victoire intervient après 38 podiums sans aucun succès. En réalisant le deuxième temps lors de la dernière étape, la montée finale de Alpe cernis, elle est de nouveau troisième à l'arrivée du Tour. Après celui-ci, elle obtient deux podiums lors de l'étape de Planica, une troisième place du sprint libreet une deuxième lors du Team sprint. En fin de saison, elle occupe la tête du classement du nouveau Ski Tour Canada, remportant la poursuite à Québec et le skiathlon de Canmore. Partie avec 30 s d'avance sur Johaug lors de la dernière course, une poursuite disputée en style libre à Canmore, elle est reprise par cette dernière et termine à la deuxième place.

### Victoire au classement général de la Coupe du monde: 2017 et 2018
Lors de l'hiver 2016-2017, elle est prétendante au globe de cristal de la coupe du monde du fait de la suspension de Therese Johaug. Elle gagne le sprint du mini-Tour de Lillehammer, première victoire dans la discipline puis assure le succès final après la poursuite, s'imposant sur sa première course à étapes. Elle s'impose ensuite sur le dix kilomètres libre de La Clusaz devant Bjørgen et Østberg, sa principale rivale cette saison avant le Tour de ski. Lors du Tour de ski, elle arrive troisième du seul sprint, disputé à Val Mustair où elle est aussi deuxième du cinq kilomètres classique. Elle enchaîne avec une troisième place au skiathlon et une deuxième place à la poursuite d'Oberstdorf. Elle compte 17 secondes de retard sur Stina Nilsson à l'entame de l'ultime étape qui est l'ascension de lAlpe Cermis. Weng dépasse rapidement Nilsson et vient remporter le Tour de ski (avec en prime le meilleur temps scratch sur l'étape) et s'installe en tête de la Coupe du monde, Østberg terminant seulement quatrième.

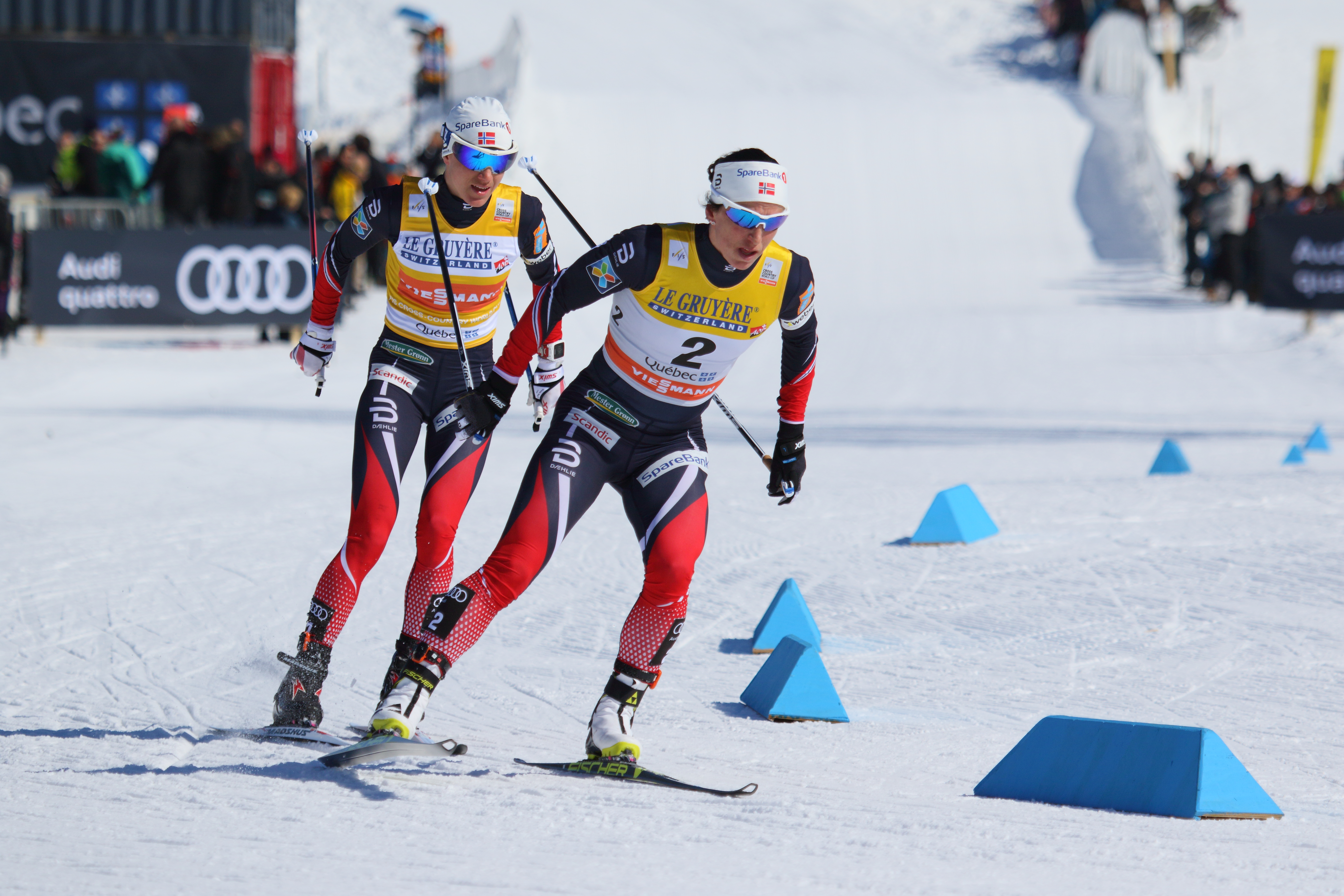
Marit Bjørgen devant Heidi Weng lors des Finales 2017.

Pour ses débuts lors des mondiaux 2017 de Lahti, elle termine troisième de sa demi-finale et ne parvient pas à terminer parmi les deux autres meilleurs temps. Lors du skiathlon qui est son principal objectif, elle figure parmi les quatre fondeuses à occuper la tête à mi-parcours, après le parcours classique, avec Marit Bjørgen, la Finlandaise Krista Pärmäkoski et la Suédoise Charlotte Kalla. Dès le début du parcours libre, Bjørgen et Pärmäkoski s'échappent, puis plus tard, Kalla lâche la Norvégienne qui termine finalement cinquième. Associée à Maiken Caspersen Falla sur le sprint par équipes, elle remporte le titre mondial en devançant les Russes de six secondes et les États-Unis de dix-huit. Elle réalise ensuite le quatrième temps sur le dix kilomètres classique. Heidi Weng fait partie de l'équipe norvégienne sur le relais quatre fois cinq kilomètres. Elle succède à Falla sur le deuxième parcours classique. Accompagnée de la Finlandaise Kerttu Niskanen, elle transmet le relais en tête à Astrid Jacobsen qui fait la différence en style libre face à Laura Mononen. Marit Bjørgen termine finalement en tête, devant la Suède et la Finlande. Lors de la dernière course féminine de la compétition, elle termine deuxième du trente kilomètres derrière Marit Bjørgen. Après les mondiaux, elle termine quatrième du trente kilomètres d'Oslo. Lors des Finales, disputées au Québec, elle termine deuxième du dix kilomètres classique derrière Marit Bjørgen. Partie avec cette dernière lors de la poursuite clôturant la compétition, elle est devancée lors du sprint et termine deuxième de ce mini-tour. Elle remporte son premier globe de cristal récompensant la première du classement général de la coupe du monde, remportant également le petit globe du classement des courses de distance.
Pour ses débuts lors de la saison de coupe du monde, elle termine à la quatrième place, derrière Charlotte Kalla et ses compatriotes Marit Bjørgen et Ragnhild Haga. À Lillehammer, elle dispute une demi-finale du sprint classique, puis termine à la deuxième du skiathlon à 19 s de Kalla et devant Haga et Bjørgen. À Davos, elle obtient la quatrième place du dix kilomètres libre, puis elle termine à la troisième place sur le même format à Toblach, où elle termine également troisième le lendemain sur une poursuite dix kilomètres classique derrière Marit Bjørgen et Ingvild Flugstad Østberg. Heidi Weng commence le tour de ski par une élimination en demi-finale du sprint libre à Lenzerheide, avant de terminer deuxième le lendemain du dix kilomètres classique remporté par Ingvild Flugstad Østberg avec 25 s 7 d'avance. Cette dernière remporte également la poursuite, de nouveau devant Weng, pour devancer cette ernière de 32 s 8 d'avance au classement général de la compétition. Onzième de la course en ligne d'Oberstdorf, Weng remporte le dix kilomètres classique de Val di Fiemme et revient à 1 s 8 d'Oestberg avant la montée finale de l'Alpe Cermis. Lors de celle-ci, Weng lâche son adversaire pour terminer avec une avance de 48 s 5 sur celle-ci et remporter un deuxième tour de ski. Elle prend également la tête du classement général de la coupe du monde. Elle termine ensuite deuxième d'un dix kilomètres libre départ en ligne à Seefeld, course remportée par Jessica Diggins. Aux Jeux olympiques de PyeongChang, elle termine à la neuvième place du skiathlon skiathlon, puis elle est éliminée en demi-finale du sprint classique. Elle termine ensuite onzième du dix kilomètres. Non retenue au sein du relais norvégien au profit d'Astrid Jacobsen puis termine le trente kilomètres en 18e position. À Lahti, elle obtient une cinquième place d'un dix kilomètres classique, puis elle termine 18e du trente kilomètres d'Oslo. Lors des Finales disputées à Falun, elle termine à la 18e place. Elle se cuccède à elle-même aux classements généraux des courses de distance et de la coupe du monde, devant respectivement Ingvild Flugstad Østberg et Jessica Diggings.

### 2019-

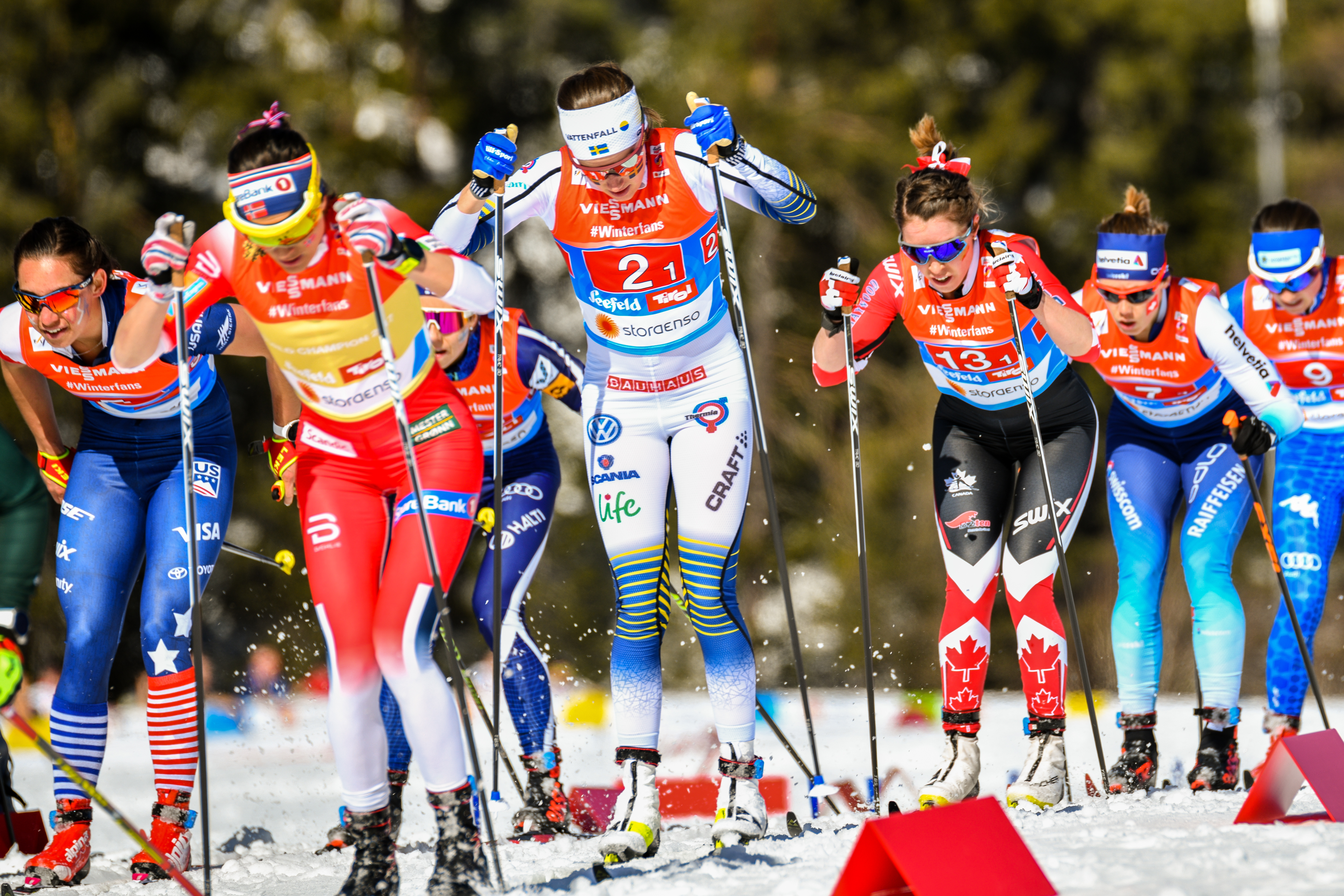
Heidi Weng (ici avec le dossard jaune), lors du relais 4 × 5 km.

Son début sur la saison 2018-2019 se solde par une élimination dès les qualifications du sprint de Ruka, où elle termine 13e du dix kilomètres, avant de terminer 16e du Nordic Opening disputé à Lillehammer. À Beitostolen, elle termine 14e d'un quinze kilomètres avant de remporter un relais le lendemain. Éliminée lors des qualifications du sprint de Toblach, première course du tour de ski, elle termine cinquième le lendemain du dix kilomètres remporté par Natalia Nepryaeva. Elle obtient également une huitième place à Oberstdorf, puis sixième lors de la mass-start de Val di Fiemme pour terminer le tour à la septième place. À Ulricehamn, elle participe à la victoire du relais norvégien. Aux championnats du monde, à Seefeld, elle termine septième du skiathlon, puis 19e du dix kilomètres. Alignée en première position, les Norvégiennes étant privées du titre par la victoire au sprint de la Suédoise Stina Nilsson sur Therese Johaug. Elle finit seulement seizième du classement général de la Coupe du monde cet hiver.
Partie en dixième position lors de la poursuite clôturant le Ruka triple, première épreuve de la coupe du monde 2019-2020, elle réalise le deuxième temps de celle-ci derrière Thèse Johaug, terminant également deuxième du classement général de ce mini-tour derrière sa compatriote. Lors du skiathlon de Lillehammer, loin derrière Johaug, Heidi Weng se fait lâcher par l'Américaine Jessica Diggins dans la dernière côte pour terminer troisième. Après une victoire avec le relais norvégien sur le même site, elle termine deuxième à Davos d'un dix kilomètres libre, derrière Johaug et Diggins terminant troisième. Sur le tour de ski, elle prend la deuxième place de la première course, à Lenzenreide. Elle termine également deuxième de la mass-start terminant ce tour. Elle termine à la deuxième du classement général de ce tour. À Nove Mesto, elle termine troisième place du dix kilomètres libre avant de terminer quatrième de la poursuite du lendemain. Elle retrouve le podium lors du dix kilomètres libre remporté par Johaug devant la Suédoise Ebba Andersson en terminant troisième. Sur le FIS Ski tour, mini-tour disputé en Suède et Norvège, elle termine deuxième derrière Therese Johaug lors des trois premières courses, terminant finalement deuxième du mini-tour derrière sa compatriote, une autre Norvégienne, Ingvild Flugstad Østberg prenant la troisième place.
Heidi Weng termine deuxième du classement général avec 2 508 points et du classement des courses de distances, avec 1 697 points, devancée à chaque fois par Therese Johaug.
Perturbée nerveusement par la crise de la COVID-19, elle décide finalement de ne pas prendre le départ de la deuxième étape du Ruka triple, épreuve d'ouverture de la coupe du monde 2020-2021.

## Vie personnelle
Elle est en couple avec le fondeur Emil Iversen. Ses cousines Tiril et Lotta Udnes Weng sont aussi des fondeuses de haut niveau.

## Palmarès

### Jeux olympiques d'hiver
| Épreuve / Édition   | Sprint                           | Sprint                           | 10 km                            | 10 km                            | Skiathlon 2 × 15 km                 | 30 km | Relais | Relais   |
| Épreuve / Édition   | libre                            | classique                        | libre                            | classique                        | Skiathlon 2 × 15 km                 | 30 km | Sprint | 4 × 5 km |
| JO 2014 Sotchi      | —                                | Épreuve inexistante à cette date | Épreuve inexistante à cette date | 9e                               | Médaille de bronze, Jeux olympiques | 19e   | —      | 5e       |
| JO 2018 PyeongChang | Épreuve inexistante à cette date | 11e                              | 11e                              | Épreuve inexistante à cette date | 9e                                  | 8e    | —      | —        |

Légende :
- : première place, médaille d'or
- : deuxième place, médaille d'argent
- : troisième place, médaille de bronze
- : pas d'épreuve
- — : Non disputée par la skieuse

### Championnats du monde
Elle participe à ses premiers mondiaux en 2013 à Val di Fiemme, et se retrouve sur le podium en individuel à l'occasion du skiathlon, quinze kilomètres classique suvi d'un quinze kilomètres en style libre, derrière ses compatriotes Marit Bjørgen et Therese Johaug. Elle remporte un premier titre en relais également. Lors de l'édition suivante, elle fait de nouveau partie du relais norvégien qui remporte le titre mondial. En 2017, elle remporte le sprint par équipes avec Maiken Caspersen Falla, puis le relais, avec Falla, Astrid Jacobsen et Marit Bjørgen. Lors de la dernière course, le trente kilomètres, elle remporte la médaille d'argent. En 2019, elle remporte la médaille d'argent du relais, avec Ingvild Flugstad Østberg, Astrid Jacobsen et Therese Johaug. Lors de l'édition 2021, elle remporte son quatrième titre mondial en relais, avec Tiril Udnes Weng, Therese Johaug et Helene Marie Fossesholm. Elle termine également à la deuxième place du trente kilomètres.
| Épreuve / Édition           | Sprint                           | Sprint                           | 10 km                            | 10 km                            | Skiathlon                 | 30 km / 50 km            | Relais               | Relais                   |
| Épreuve / Édition           | libre                            | classique                        | libre                            | classique                        | Skiathlon                 | 30 km / 50 km            | Sprint               | 4 × 5 km / 7.5 km        |
| Mondiaux 2013 Val di Fiemme | Épreuve inexistante à cette date | —                                | 6e                               | Épreuve inexistante à cette date | Médaille de bronze, monde | 4e                       | —                    | Médaille d'or, monde     |
| Mondiaux 2015 Falun         | Épreuve inexistante à cette date | —                                | 22e                              | Épreuve inexistante à cette date | 7e                        | 8e                       | —                    | Médaille d'or, monde     |
| Mondiaux 2017 Lahti         | 7e                               | Épreuve inexistante à cette date | Épreuve inexistante à cette date | 4e                               | 5e                        | Médaille d'argent, monde | Médaille d'or, monde | Médaille d'or, monde     |
| Mondiaux 2019 Seefeld       | —                                | Épreuve inexistante à cette date | Épreuve inexistante à cette date | 19e                              | 7e                        | —                        | —                    | Médaille d'argent, monde |
| Mondiaux 2021 Oberstdorf    | Épreuve inexistante à cette date | —                                | 15e                              | Épreuve inexistante à cette date | 9e                        | Médaille d'argent, monde | —                    | Médaille d'or, monde     |
| Mondiaux 2025 Trondheim     |                                  | Épreuve inexistante à cette date |                                  |                                  |                           | Médaille d'argent, monde |                      | Médaille d'argent, monde |

Légende :
- : première place, médaille d'or
- : deuxième place, médaille d'argent
- : troisième place, médaille de bronze
- : pas d'épreuve
- — : Non disputée par la skieuse

### Coupe du monde
- 2 gros globes de cristal : gagnante du classement général en 2017 et 2018.
- 2 petits globes de cristal : première du classement de la distance en 2017 et 2018.
- 80 podiums : 
  - 62 podiums en épreuve individuelle : 5 victoires, 25 deuxièmes places et 32 troisièmes places.
  - 15 podiums en épreuve par équipes : 12 victoires, 1 deuxième place et 2 troisièmes places.
  - 3 podiums en épreuve par équipes mixte : 2 deuxièmes places et 1 troisième place.

#### Courses par étapes
- 58 podiums dans des étapes de tours, dont 8 victoires.
  - Tour de ski
    - Vainqueure en 2017 et 2018.
    - 34 podiums d'étapes, dont 5 victoires.

#### Détail des victoires
| Épreuve / Édition | Sprint | Sprint    | 10 km     | 10 km     | Poursuite 2 × 7,5 km | 15 km | 15 km     | 30 km | Tour de ski ou Nordic Opening |
| Épreuve / Édition | libre  | classique | libre     | classique | Poursuite 2 × 7,5 km | libre | classique | 30 km | Tour de ski ou Nordic Opening |
| 2016-17           |        |           | La Clusaz |           |                      |       |           |       | Nordic Opening Tour de ski    |
| 2017-18           |        |           |           |           |                      |       |           |       | Tour de ski                   |
| 2020-21           |        |           |           |           |                      |       | Engadine  |       |                               |

##### Victoires d'étapes
| Date            | Lieu          | Pays    | Compétition     | Discipline  |
| --------------- | ------------- | ------- | --------------- | ----------- |
| 9 janvier 2016  | Val di Fiemme | Italie  | Tour de Ski     | 10 km TC MS |
| 5 mars 2016     | Québec        | Canada  | Ski Tour Canada | 10 km TL H  |
| 9 mars 2016     | Canmore       | Canada  | Ski Tour Canada | 15 km PU    |
| 2 décembre 2016 | Lillehammer   | Norvège | Nordic Opening  | SP TC       |
| 8 janvier 2017  | Val di Fiemme | Italie  | Tour de Ski     | 9 km TL H   |
| 6 janvier 2018  | Val di Fiemme | Italie  | Tour de Ski     | 10 km TC MS |
| 7 janvier 2018  | Val di Fiemme | Italie  | Tour de Ski     | 9 km TL H   |
| 4 janvier 2022  | Val di Fiemme | Italie  | Tour de Ski     | 10 km TL H  |

Légende :

TC = classique

TL = libre

SP = sprint

PU = poursuite

H = départ avec handicap

MS = départ en masse

#### Classements en Coupe du monde
Heidi Weng obtient son meilleur classement en Coupe du monde lors de la saison 2016-2017 où elle remporte le classement général et le classement des courses de distances, performance qu'elle renouvelle lors de la saison 2017-2018.
Elle obtient trois victoires finales dans des courses par étapes, lors des éditions 2017 et 2018 du Tour de ski et Nordic Opening en 2017. Elle termine également deux fois deuxième des Finales et de l'édition du Ski Tour Canada. Elle obtient également six troisièmes places dans des mini-tours. 
| Saison / Épreuve | Saison / Épreuve | Général | Général | Distance | Distance | Sprint | Sprint | Tour de ski depuis 2007 | Finales 2008-2014, 2017-         | Nordic Opening depuis 2011 | Ski Tour Canada 2016             |
| ---------------- | ---------------- | ------- | ------- | -------- | -------- | ------ | ------ | ----------------------- | -------------------------------- | -------------------------- | -------------------------------- |
| Saison / Épreuve | Saison / Épreuve | Class.  | Points  | Class.   | Points   | Class. | Points | Tour de ski depuis 2007 | Finales 2008-2014, 2017-         | Nordic Opening depuis 2011 | Ski Tour Canada 2016             |
| 2010             | 2010             | 110e    | 8       | 87e      | 8        | -      | -      | -                       | -                                | -                          | Épreuve inexistante à cette date |
| 2011             | 2011             | 59e     | 59      | 49e      | 30       | 83e    | 3      | -                       | 18e                              | -                          | Épreuve inexistante à cette date |
| 2012             | 2012             | 10e     | 785     | 10e      | 429      | 21e    | 166    | -                       | 2e                               | 16e                        | Épreuve inexistante à cette date |
| 2013             | 2013             | 5e      | 1085    | 4e       | 526      | 13e    | 179    | 6e                      | 4e                               | 3e                         | Épreuve inexistante à cette date |
| 2014             | 2014             | 4e      | 951     | 5e       | 448      | 27e    | 85     | 3e                      | 3e                               | 9e                         | Épreuve inexistante à cette date |
| 2015             | 2015             | 3e      | 1332    | 3e       | 692      | 5e     | 280    | 3e                      | Épreuve inexistante à cette date | 3e                         | Épreuve inexistante à cette date |
| 2016             | 2016             | 3e      | 2172    | 2e       | 1145     | 4e     | 409    | 3e                      | Épreuve inexistante à cette date | 9e                         | 2e                               |
| 2017             | 2017             | 1er     | 2032    | 1er      | 951      | 4e     | 321    | 1er                     | 2e                               | 1er                        | Épreuve inexistante à cette date |
| 2018             | 2018             | 1er     | 1476    | 1er      | 818      | 15e    | 132    | 1er                     | 8e                               | 4e                         | Épreuve inexistante à cette date |
| 2019             | 2019             | 16e     | 530     | 11e      | 330      | 77e    | 4      | 7e                      | 20e                              | 16e                        | Épreuve inexistante à cette date |
| 2020             | 2020             | 2e      | 1697    | 2e       | 920      | 14e    | 177    | 4e                      | FIS Ski tour : 2e                | 2e                         | Épreuve inexistante à cette date |
| 2021             | 2021             | 20e     | 376     | 7e       | 376      | -      | -      | -                       | Épreuve inexistante à cette date | -                          | Épreuve inexistante à cette date |

### Championnat du monde junior
En deux participations aux Championnats du monde juniors, Heidi Weng remporte cinq médailles dont trois titres (deux en relais et un en poursuite).
| Épreuve / Édition          | Sprint                           | Sprint                           | 5 km                             | 5 km                             | Poursuite 2 × 5 km | Relais        |
| Épreuve / Édition          | libre                            | classique                        | libre                            | classique                        | Poursuite 2 × 5 km | Relais        |
| Mondiaux 2010 Hinterzarten | 7e                               | Épreuve inexistante à cette date | Épreuve inexistante à cette date | 5e                               | Médaille d'argent  | Médaille d'or |
| Mondiaux 2011 Otepää       | Épreuve inexistante à cette date | 15e                              | Médaille de bronze               | Épreuve inexistante à cette date | Médaille d'or      | Médaille d'or |

### Championnats du monde de ski à rollers
- Médaille d'argent sur 24 kilomètres libre en 2011 à Aure.
- Médaille de bronze sur dix kilomètres classique en montée en 2011.

### Coupe de Scandinavie
- Première du classement général en 2011.
- 9 podiums, dont 2 victoires.

### Championnats de Norvège
- Championne du sprint par équipes en 2012.
- Championne du skiathlon et du trente kilomètres en 2015.
- Championne du sprint libre en 2016.

## Palmarès en athlétisme

### National
Elle est double championne de Norvège de course en montagne (2014 et 2015).